# استینس
استینس (به هلندی: Stiens) یک منطقهٔ مسکونی در هلند است که در لیوواردرادیل واقع شده‌است. استینس ۷٬۵۴۵ نفر جمعیت دارد.